# Wangen (Suíça)
Wangen é uma comuna da Suíça, no Cantão Schwyz, com cerca de 4.618 habitantes. Estende-se por uma área de 10,86 km², de densidade populacional de 425 hab/km². Confina com as seguintes comunas: Galgenen, Jona (SG), Lachen, Schübelbach, Tuggen.
A língua oficial nesta comuna é o Alemão.